# Hessische Landesgewerbeausstellung 1879

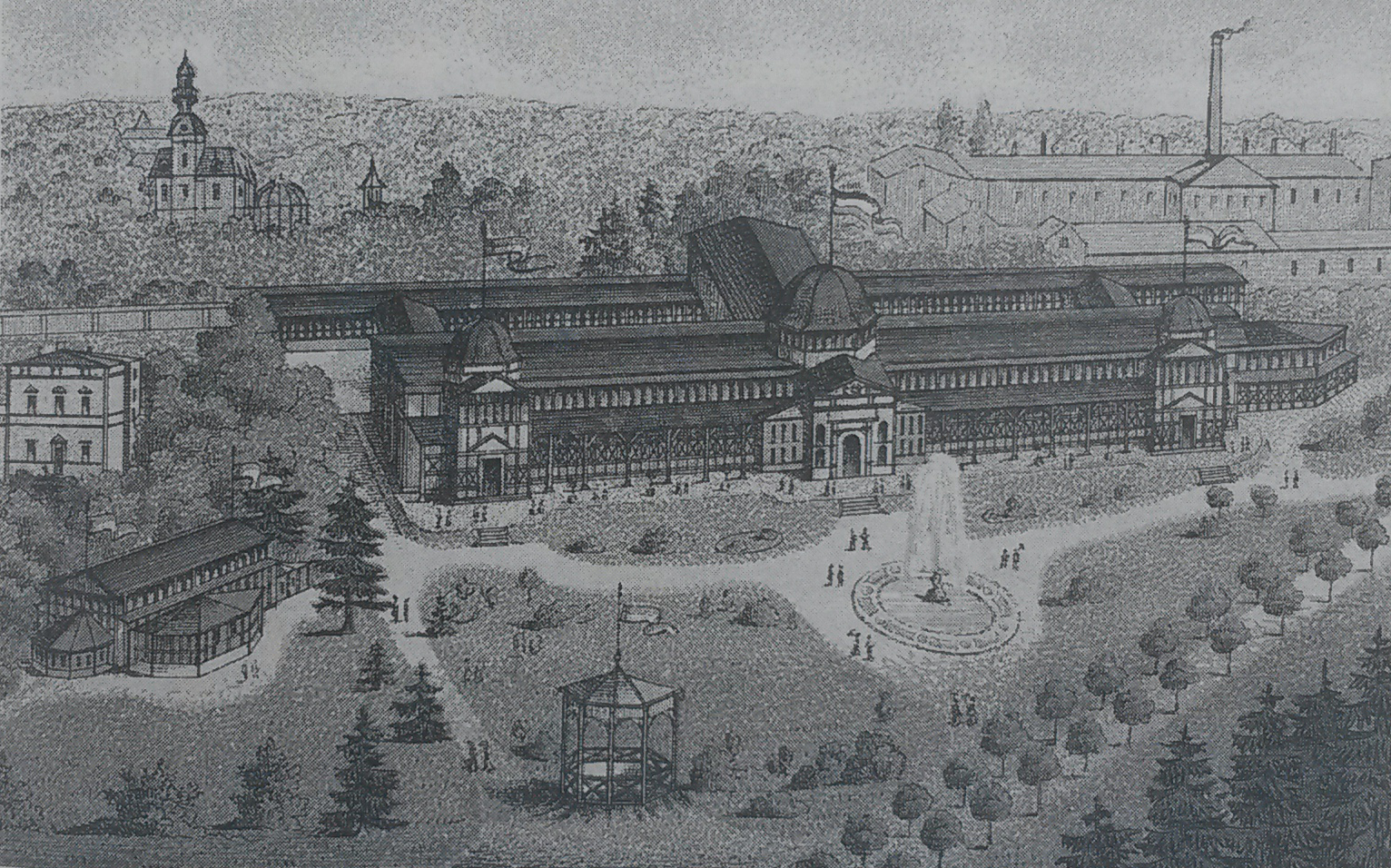
Hessische Landesgewerbeausstellung 1879

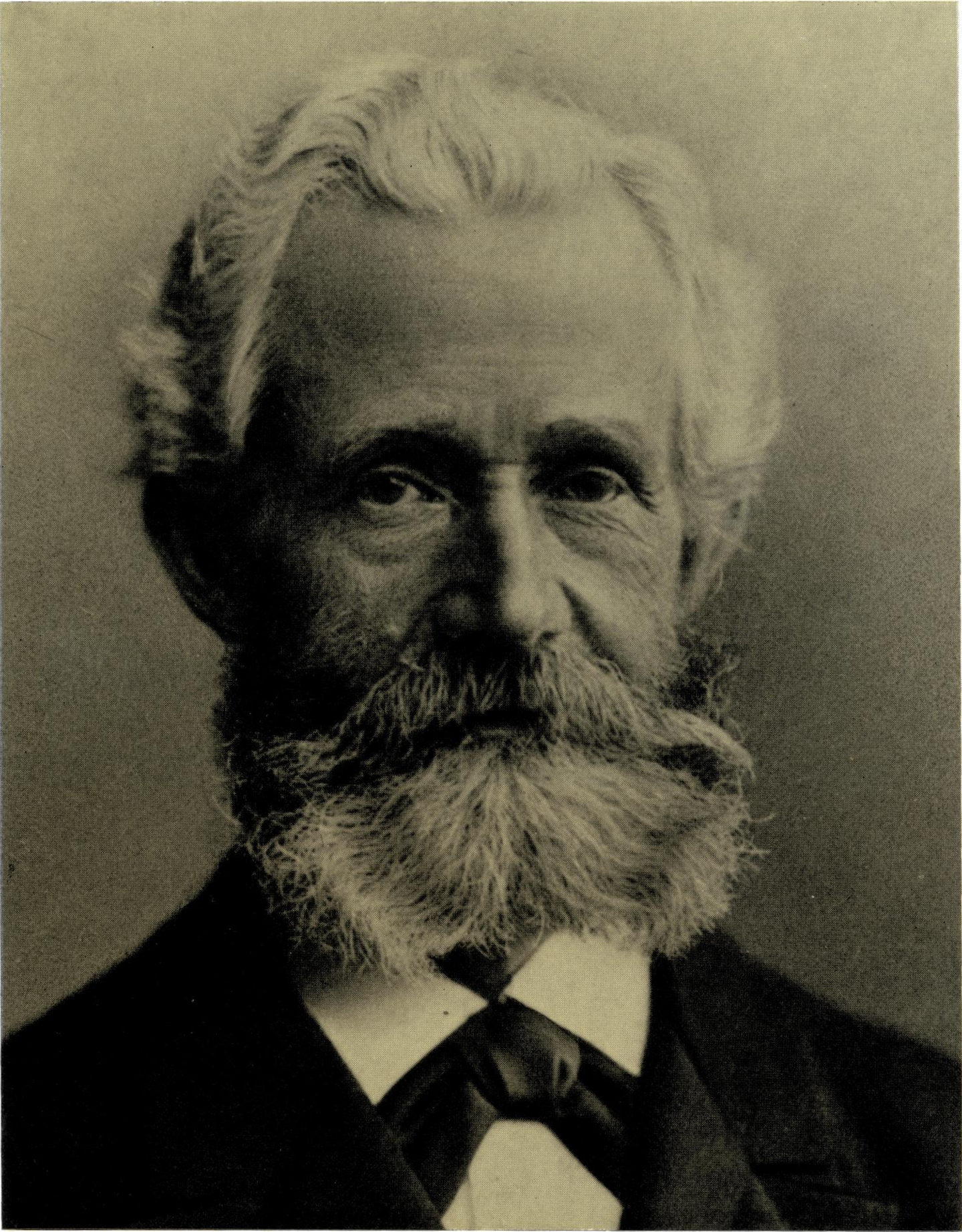
Carl Theodor Wecker, Vorsitzender des Organisationskomitees

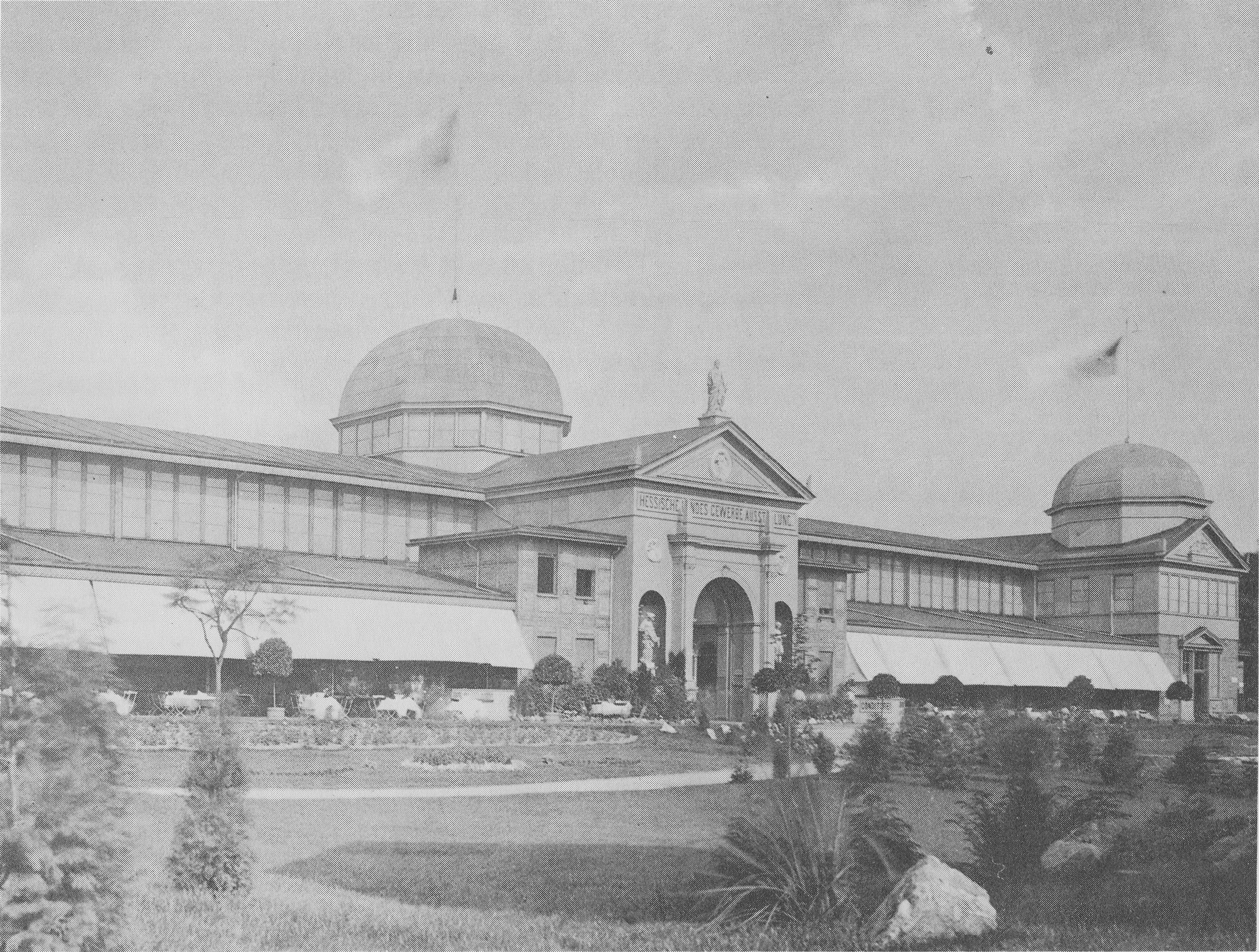
Ausstellungshalle zur 2. Hessischen Landes-Gewerbeausstellung 1879

Musikpavillon

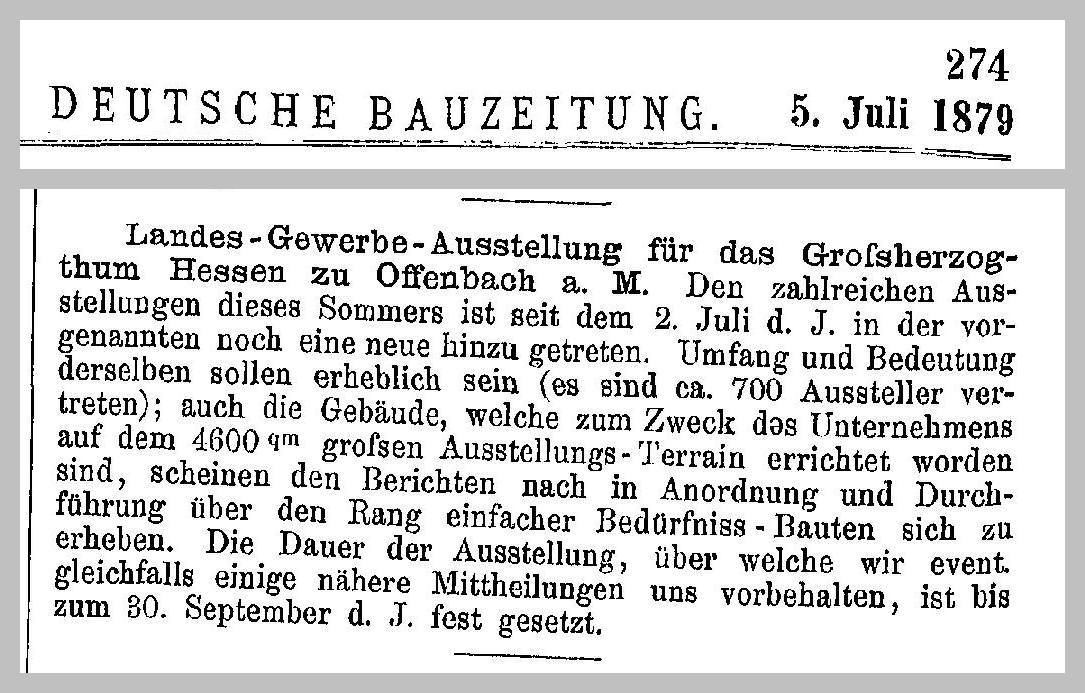
Deutsche Bauzeitung zur Ausstellung

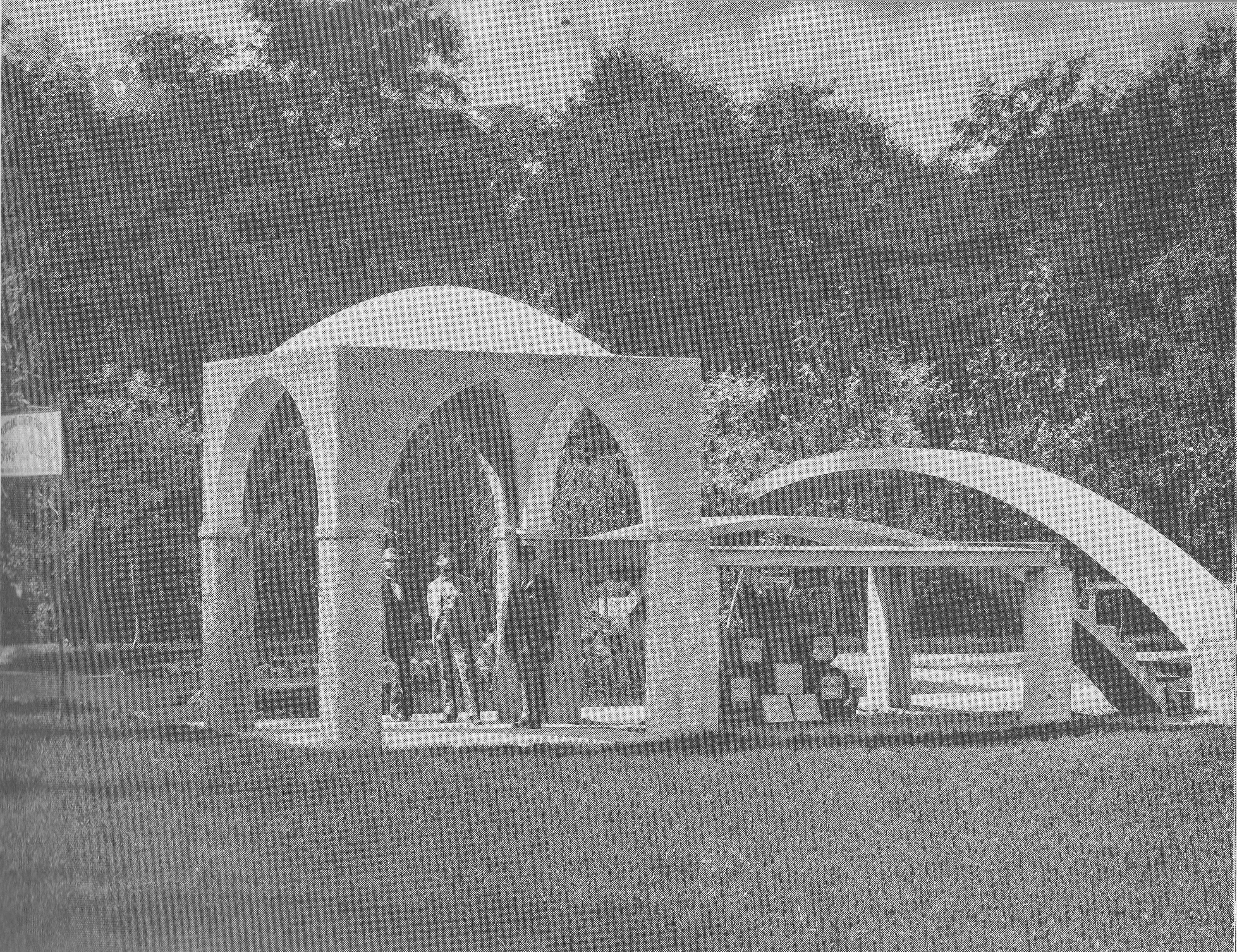
Beton-Musterbauten

Die Hessische Landesgewerbeausstellung 1879 fand in Offenbach am Main statt und war die zweite Landesgewerbeausstellung im Großherzogtum Hessen.

## Vorbereitung
Im Sommer 1878 hatte eine Wirtschaftsdelegation aus China Deutschland besucht. Um den Besuchern den Aufwand zu ersparen, die Firmen einzeln zu besuchen, wurde spontan eine improvisierte Ausstellung der Produkte von 80 Unternehmen organisiert. Dies war so erfolgreich, dass im Folgejahr eine gut vorbereitete Gewerbeausstellung veranstaltet wurde. Als erster Schritt wurde ein Organisationskomitee ins Leben gerufen, an dessen Spitze Carl Theodor Wecker, der Präsident der Handelskammer Offenbach, stand. Unterstützt wurde das Vorhaben durch den Gewerbeverein Offenbach, den Landesgewerbeverein in Darmstadt und die Zentralstelle für Gewerbe in Darmstadt. Die Regierung des Großherzogtums Hessen und Großherzog Ludwig IV. begrüßten das Vorhaben ausdrücklich.
Den größten Teil der Kosten trugen die Gewerbetreibenden, die 160.000 Mark beitrugen. Die Stadt Offenbach stellte 20.000 Mark sowie das Gelände mit 75.000 m² am westlichen Stadtrand (heute: Dreieich-Park) zur Verfügung. Es gehörte zur historischen Biebelsmühle, die Fürst Carl von Isenburg 1807 seinem verdienten Minister Wolfgang von Goldner überließ. Teile des Gebiets wurden für die Ausstellung von dem Gartenarchitekt Andreas Weber als gärtnerische Anlage ausgeführt. Nach dem damaligen Trend wurde das Gebiet mit heimischen und vielen exotischen Gehölzen bepflanzt. Geschwungene Wege, mehrere Teiche und kleine Brücken, helle Wiesen im Wechsel mit dunkleren Plätzen und Baumgruppen sowie kleine Hügel erweckten den Eindruck einer abwechslungsreichen, weitläufigen und verwunschenen Parklandschaft. Rosenbeete mit 800 Pflanzen und Springbrunnen wurden angelegt.
Die Form der Präsentation orientierte sich am Vorbild der Weltausstellungen. Die Leistungsfähigkeit der einheimischen Wirtschaft sollte in einem glänzenden Rahmen präsentiert werden. Bis Januar 1879 hatten sich 400 Ausstellerfirmen eingeschrieben, im April waren es bereits 660. Unter der Leitung von Stadtbaumeister Friedrich Raupp wurden in großer Eile die benötigten Ausstellungsgebäude errichtet. Die Haupthalle wurde in Fachwerk erstellt und mit gelben Klinkern verkleidet. Die Maschinenhalle erwies sich als zu klein und musste umgeplant werden. Daneben entstanden eine Schauhalle, eine Restaurationshalle und ein Musikpavillon. Für den erwarteten hohen Besuch wurde ein Fürstenzimmer errichtet. Daneben entstanden in den Außenanlagen drei Zigarettenbuden und zwei Getränkestände. Ausstellungsstücke waren auch ein Pavillon und ein Bogen aus – noch nicht armiertem – Beton der Zementfabrik Feege und Gotthardt, damals ein ganz innovatives Material in Deutschland. Auf der Ausstellung erstrahlte die erste elektrische Beleuchtung in Offenbach in Form von Kohlebogenlampen von Siemens & Halske.

## Ausstellung
Die Eintrittspreise für die Ausstellung betrugen eine Mark für den Einzeleintritt und zehn Mark für die Dauerkarte (15 Mark für Ehepaare und 20 Mark für Familien einschließlich der Dienerschaft). Die Main-Neckar-Eisenbahn-Gesellschaft bot Fahrkarten zur Ausstellung zum halben Preis an.
Die Ausstellung wurde von 632 Unternehmen aus dem ganzen Großherzogtum (darunter waren 238 Firmen aus Offenbach) beschickt. Sie war in zehn Sektionen gegliedert. Die wichtigste Sektion war die Landwirtschaft, dann folgten Maschinenbau, Schlosserei, Gürtlerei, Textilindustrie, Buchbinderei (hier hinein fiel auch die Offenbacher Lederindustrie), Möbelindustrie, fertige Chaissen und Luxuswagen, Fayencen und Öfen, Pianos und andere Musikinstrumente und Farben, Lacke und Seifen. Sonderausstellungen zeigten Chirurgie und Lehrmittel.
Am 2. Juli 1879 wurde die Ausstellung durch den Großherzog eröffnet. Er verband das mit seinem Antrittsbesuch in der Stadt. Der Großherzog besichtigte die Ausstellung zwei Stunden lang. Trotz eines verregneten Sommers wurde sie gut besucht. Nach verhaltenem Auftakt stieg die Zahl der Besucher stark an. Im Schnitt besuchten täglich 2500 Interessierte die Veranstaltung. Der Erfolg war so groß, dass sie bis zum 6. Oktober verlängert wurde. Zum Erfolg der Ausstellung trug auch ein Begleitprogramm mit Musikveranstaltungen bei (die größte war ein Doppelkonzert am Sedantag). Anfang August fand das XI. Mittelrheinische Turnfest mit über 4000 Besuchern in Offenbach statt und führte ebenfalls Besucher in die Ausstellung. Weitere Aufmerksamkeit erhielt sie durch prominente Besucher: Erzherzog Karl von Österreich, Großfürst Sergius, Fürst Karl zu Isenburg-Birstein, Fürst Bruno zu Ysenburg und Büdingen, Großherzog Adolph von Nassau, Prinz Alexander von Hessen-Darmstadt, Prinz Heinrich Moritz von Battenberg, der Graf von Erbach und die Baronin von Rothschild die Ausstellung.
Die Veranstaltung erzielte einen Überschuss von rund 50.000 Mark.

## Nach der Ausstellung
Nach Abschluss der Veranstaltung wurden die Ausstellungshallen wieder entfernt, die Pflanzungen, Teiche und Brücken sowie der Musikpavillon des Ausstellungsgeländes blieben stehen und schmückten so den ersten öffentlichen Park der Stadt Offenbach. Im Stile des Historismus gehalten, ermöglichte er die Entstehung eines gehobenen Wohnviertels im Westend der Stadt.
Ebenfalls erhalten blieben die Beton-Muster der Zementfabrik Feege und Gotthardt. Diese fast 140 Jahre alten Bauteile, ein Pavillon und ein gewölbter Betonträger, der sich noch heute brückenartig über einen Weg spannt, sind zumindest in Deutschland einzigartig. Es handelt sich um ganz selten erhaltene Ausstellungsarchitektur. Wahrscheinlich sind es die ältesten erhaltenen Betonrelikte in Deutschland. Sie sind heute Kulturdenkmäler aufgrund des Hessischen Denkmalschutzgesetzes.
Mit dem Überschuss der Ausstellung errichtete die Stadt für 40.000 Mark am Mathildenplatz einen Neubau für die Kunstgewerbeschule, die heutige Hochschule für Gestaltung Offenbach am Main. 7500 Mark wurde der Wirtschaftsförderung und 2500 Mark der Stadtkirche für ein neues Geläut zur Verfügung gestellt. Die Hauptorganisatoren, Kommerzienrat Wecker, Fabrikant Weintraud und Maschinenbaufabrikant Engelhard erhielten vom Großherzog für ihre Verdienste um die Ausstellung das Ritterkreuz erster Klasse des Philippsordens.